# Assemblea baltica

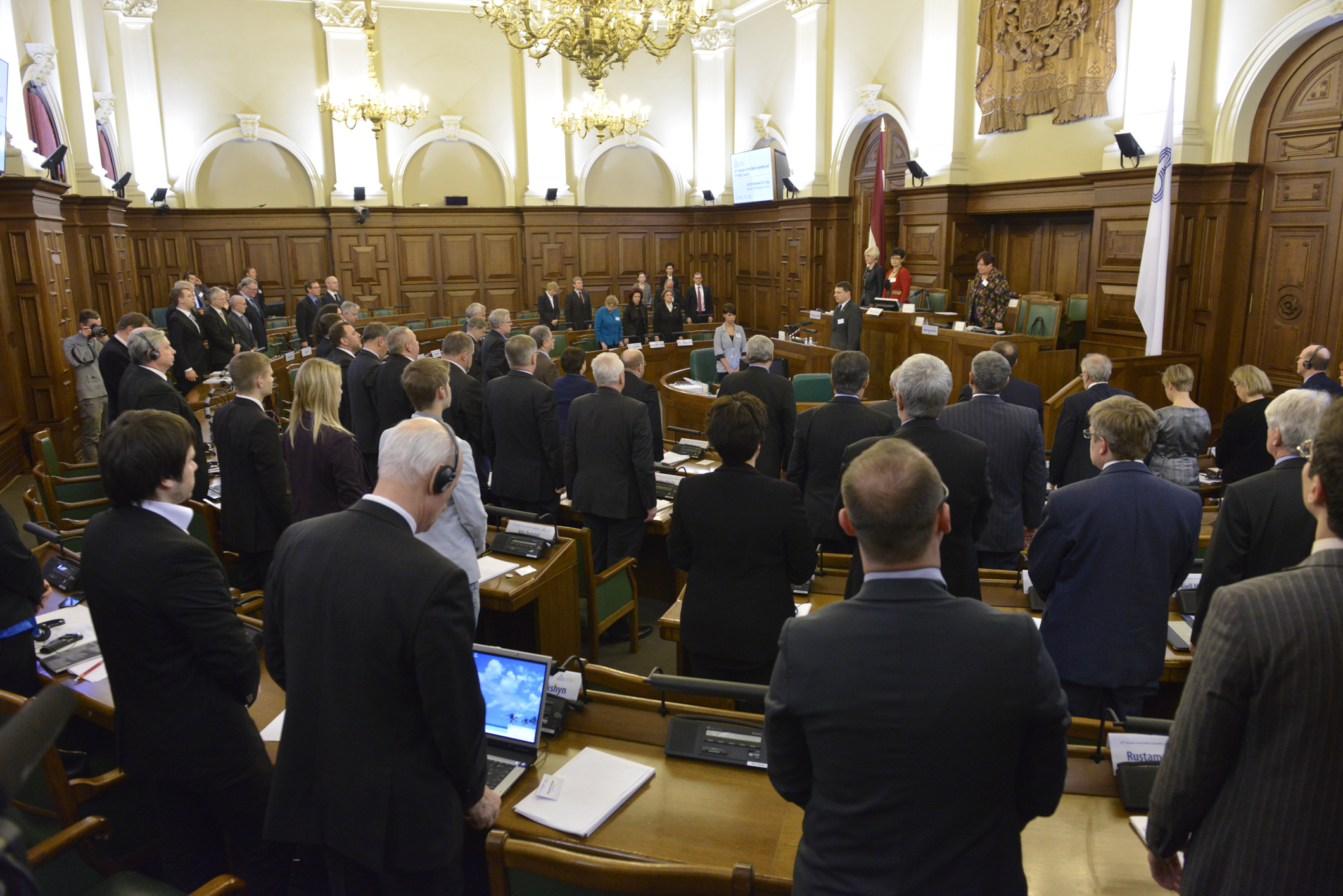
32ª sessione della riunione dell'Assemblea baltica a Riga

L'Assemblea baltica (AB o BA) è un'organizzazione regionale che promuove la cooperazione intergovernativa tra Estonia, Lettonia e Lituania. Tenta di trovare una posizione comune in relazione a molte questioni internazionali, comprese le questioni economiche, politiche e culturali. Le decisioni dell'assemblea sono consultive.
Il bilancio dell'AB è finanziato dai governi di tre membri. Le lingue ufficiali dell'Assemblea baltica sono estone, lettone e lituano. La sede e il segretariato dell'organizzazione si trovano a Riga, in Lettonia.

## Storia

### Panoramica
Estonia, Lettonia e Lituania erano stati indipendenti dal 1918 dopo la caduta dell'Impero russo. Durante lo scoppio della seconda guerra mondiale, sotto il Patto Molotov-Ribbentrop, furono annessi illegalmente dall'Unione Sovietica nel 1940 e furono sottoposti al dominio sovietico per cinquant'anni (salvo la breve parentesi tedesca durata dal 1941 fino al 1944).
Sotto Michail Gorbačëv, l'ultimo capo di Stato sovietico, le politiche di glasnost' e perestrojka hanno portato al ripristino dell'indipendenza tra il 1990 e il 1991, portando i tre paesi all'indipendenza. L'Unione Sovietica stessa ha riconosciuto l'indipendenza degli stati baltici restaurati il 6 settembre 1991 prima della sua dissoluzione più tardi nello stesso anno.

### Formazione
L'organizzazione è stata costituita dopo che la decisione di stabilirla è stata presa a Vilnius il 1º dicembre 1990. Funziona secondo le norme approvate l'8 novembre 1991 a Tallinn. Il 13 giugno 1994 le tre nazioni hanno concordato la struttura e le regole dell'organizzazione.

## Risultati
L'AB sostiene quanto segue come risultati raggiunti tra il 1991 e il 2003:
- Ritiro delle truppe russe dagli Stati membri,
- Formazione del Consiglio dei ministri baltico come istituzione di cooperazione governativa,
- Sviluppo di politiche economiche, educative e informatiche baltiche comuni,
- Armonizzazione della legislazione in conformità con i requisiti dell'Unione europea,
- Miglioramento delle procedure di attraversamento delle frontiere,
- L'istituzione del Premio dell'Assemblea baltica per la letteratura, l'arte e la scienza.

### Cooperazione con altre regioni geopolitiche
Nel 2017 l'Assemblea baltica, il Benelux e tre dei membri del Consiglio nordico (Svezia, Danimarca e Finlandia, tutti gli Stati membri dell'Unione europea), hanno cercato di intensificare la cooperazione nel mercato unico digitale, oltre a discutere di questioni sociali, Unione economica e monetaria dell'Unione europea, Crisi europea dei migranti e cooperazione nella difesa. Anche le relazioni con Russia, Turchia e Regno Unito erano all'ordine del giorno.

## Struttura
L'AB comprende sessanta membri. Ciascuno dei parlamenti dei tre Stati nomina venti membri dell'Assemblea. Ciascuno dei parlamenti nazionali nomina due membri come capo e vice capo della delegazione nazionale. I sei capi delegati e vicedirettori formano il Presidio dell'AB. Il presidente del Praesidium è il capo della delegazione nazionale del paese che ospita la prossima sessione dell'AB. I capi delle altre due delegazioni nazionali sono vicepresidenti del Praesidium. Il Preasidium controlla l'AB tra le sessioni. Il presidente funge da coordinatore del lavoro dell'AB, è il suo rappresentante con altri organi e mantiene i contatti con i governi dei tre membri.

## Membri

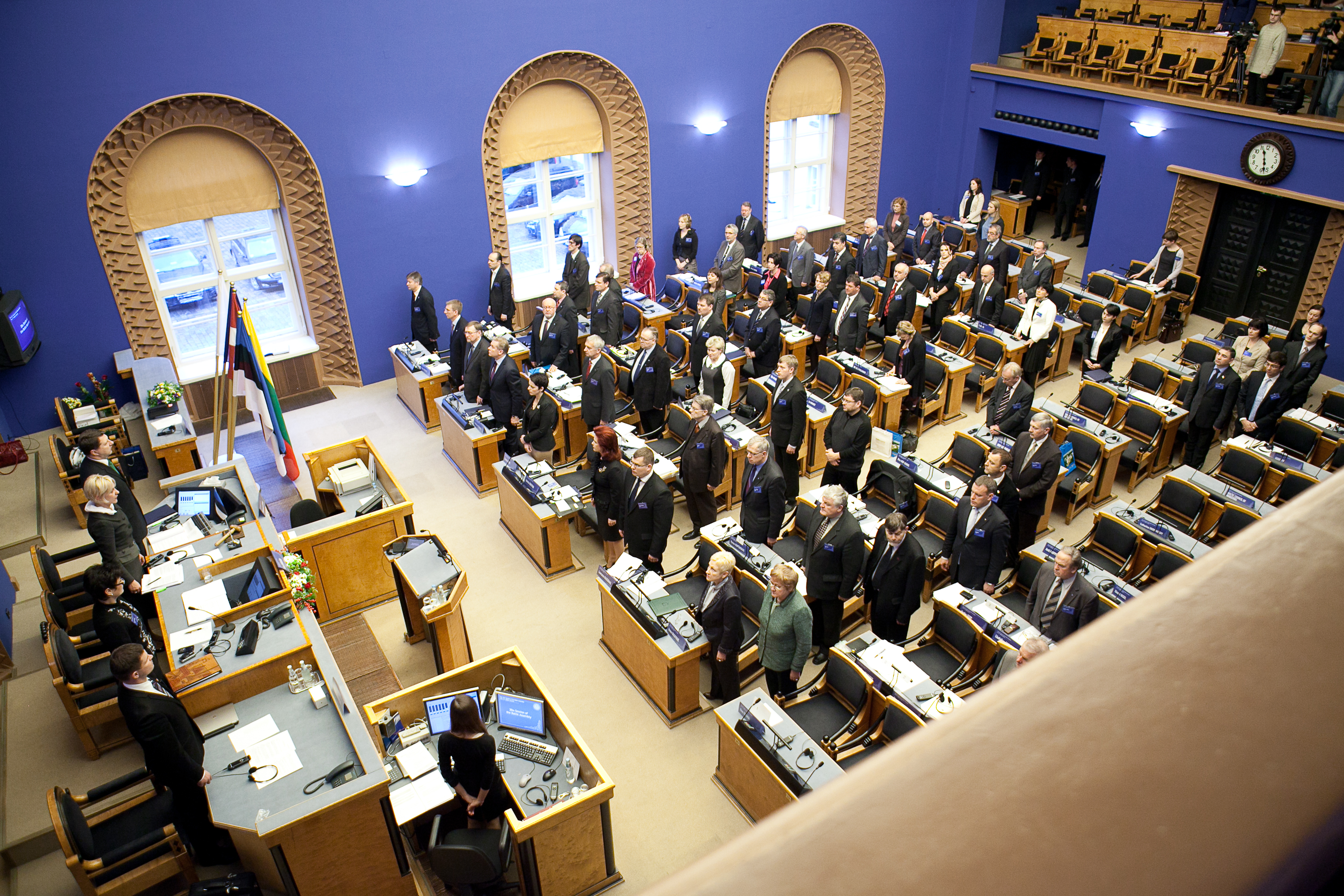
30ª sessione della riunione dell'Assemblea baltica a Tallinn nel 2011

Membri dell'Assemblea:
| Stato    | Emblema | Bandiera            | Parlamento | Status del membro | Rappresentato dal: | Relazioni con l'UE | Relazione con la NATO |
| -------- | ------- | ------------------- | ---------- | ----------------- | ------------------ | ------------------ | --------------------- |
| Estonia  |         | Estonia (bandiera)  | Riigikogu  | stato sovrano     | 1991               | membro             | membro                |
| Lettonia |         | Lettonia (bandiera) | Saeima     | stato sovrano     | 1991               | membro             | membro                |
| Lituania |         | Lituania (bandiera) | Seimas     | stato sovrano     | 1991               | membro             | membro                |

## Sessioni
Ci sono sessioni ordinarie e straordinarie. La sessione ordinaria viene convocata una volta all'anno, come forum conclusivo della presidenza di un paese, che procede secondo un principio di rotazione annuale in Estonia, Lettonia e Lituania. Prima del 2003 c'erano due sessioni all'anno - in primavera e in autunno, e paesi - i partecipanti avevano una presidenza di sei mesi.
Qualsiasi delegazione nazionale può proporre di tenere una sessione straordinaria. L'8-9 febbraio 1998 a Helsinki, in Finlandia, in seguito alla seconda riunione congiunta del Consiglio nordico e dell'Assemblea baltica, si è svolta la prima sessione straordinaria dell'Assemblea baltica. La seconda sessione straordinaria dell'Assemblea baltica si è svolta il 27-29 aprile 2005 a Pärnu, in Estonia, in seguito alla 5ª riunione congiunta dell'Assemblea baltica e del Consiglio nordico.

## Comitati
I seguenti sono i comitati permanenti:
- Bilancio e audit
- Comunicazioni e IT
- Affari economici e sociali
- Istruzione, scienza e cultura
- Protezione dell'ambiente ed energia
- Legale
- Sicurezza e affari esteri

Ogni membro dell'AB partecipa ad almeno un comitato.

## Raggruppamenti politici
I 20 membri dell'AB di ciascun paese sono scelti in modo tale che la loro composizione politica rifletta le proporzioni all'interno del loro parlamento nazionale. I membri possono quindi formare raggruppamenti di partiti transnazionali di almeno cinque membri di almeno due nazioni.

## Premio dell'Assemblea baltica per la letteratura, l'arte e la scienza
Dal 1993, l'Assemblea baltica assegna ogni anno un premio per i risultati in letteratura, arte e scienza.